# Україна на Дитячому пісенному конкурсі Євробачення 2007
Дитячий конкурс Євробачення 2007 року відбувся 8 грудня в Роттердам. Відбір виграла Ілона Галицька.

## Учасник відбору
| Номер | Учасник             | Вік, років | Місто                 | Пісня              |
| ----- | ------------------- | ---------- | --------------------- | ------------------ |
| 1     | Владислав Каращук   | 10         | Київ                  | Моя гітара         |
| 2     | гурт «Fresh time»   | 14-15      | Вінниця               | Моя планета        |
| 3     | Христина Барабуля   | 12         | Кропивницький         | Пісня для всіх     |
| 4     | Владислав Бєлік     | 14         | Луганськ              | Подружка           |
| 5     | Ярина Шуст          | 14         | Броди                 | Україна у нас одна |
| 6     | Назарій Щегельський | 14         | Кам'янець-Подільський | Кам'яниця          |
| 7     | Ілона Галицька      | 12         | Миколаїв              | Урок гламуру       |
| 8     | Валерія Дмитренко   | 13         | Київ                  | Це кохання         |
| 9     | Марієтта            | 11         | Київ                  | Футбол             |
| 10    | Вікторія Петрик     | 10         | Нерубайське           | Загадковий світ    |
| 11    | Дмитро Бородін      | 10         | Донецьк               | Made in Ukraine    |
| 12    | Аліна Гросу         | 12         | Київ                  | Арена              |